# Illiers-Combray
 Illiers-Combray  es una población y comuna francesa, en la región de  Centro, departamento de Eure y Loir, en el distrito de Chartres y cantón de Illiers-Combray.
Hasta 1971 esta población se llamaba Illiers, pero en ese año cambió su nombre a Illiers-Combray en homenaje a la obra En busca del tiempo perdido de Marcel Proust, cuya acción se desarrolla en el pueblo ficticio de Combray, fuertemente inspirado en Illiers.

## Demografía
| 3089 | 2971 | 3407 | 3333 | 3329 | 3226 |
| Para los censos de 1962 a 1999 la población legal corresponde a la población sin duplicidades (Fuente: INSEE [Consultar]) |      |      |      |      |      |